# Captain Tsubasa - World Youth Special
Captain Tsubasa - World Youth Special est un manga constituant les prémices de Captain Tsubasa - World Youth. Dans son édition française, il est complété de deux histoires courtes : Chibi le petit boxeur et une histoire de skieurs (Défi à la face nord !!).

## Résumé
L'histoire commence par la finale du championnat du lycée entre la Nankatsu de Misaki, Ishizaki, Nitta, Morisaki et la Toho de Hyuga, Sawada, Sorimachi et de Wakashimazu. Hyuga est fortement diminué du fait de ses nombreuses blessures. Dans ce match, la Nankatsu ouvre la marque par Misaki mais la Toho égalise par Sorimachi. Mais enfin Hyuga sort une frappe du milieu de terrain qui se loge en pleine lucarne du but de Morisaki. Victoire de la Toho, la troisième de suite. 
Puis on voit l'équipe nationale du Japon, qui s'entraine en vue de la série de 3 matchs contre la Hollande, qui est "la meilleure formation européenne du moment". On apprend qu'elle a battu l'Allemagne de Schneider et de "Wakabayashi". Comment ça Wakabayashi joue avec la sélection allemande? Réponse qui sera donnée plus tard. Tsubasa qui est au Brésil va revenir au Japon juste pour le troisième match.
Arrivée de la Hollande qui assure n'encaisser aucun but.
Premier match: Japon-Hollande 0-6 Incroyable ! Sans Tsubasa, Wakabayashi (tous les 2 absents), Hyuga (blessé) !
Deuxième match: Japon-Hollande 0-7  
présentation des joueurs hollandais les plus connus: le gardien Hans Dolman, le défenseur Leon Dikk, le milieu Ruud Klisman et les attaquants Johan Rensenbrink et Gert Caisar.
Dans ce match, Hyuga rentre dans les 5 dernières minutes mais sa seule occasion va réveiller ses blessures.
Arrivée de Tsubasa au Japon. L'équipe japonaise s'entraine car se sentant trop faible.
À la seule vue de Tsubasa avant le match, toute l'équipe est remotivée. "Tsubasa est notre capitaine!". Apparition de Misugi qui donne des conseils à toute l'équipe.
Troisième match: Japon-Hollande 10-1 Surprise! Non grâce à Tsubasa. Plan de Misugi: isoler les 2 attaquants. Ce qui va marcher! Buts de Hyuga contre Klisman 1-1 à la mi-temps. Apparition de Wakabayashi derrière les buts de Wakashimazu!!!!! Celui-ci encourage le gardien qui arrête le tir de Kaiser! Progrès de Ishizaki qui se signale en réussissant à feinter le défenseur et à centrer.
Avalanche de buts pour le Japon!!!!
La rumeur sur Wakabayashi est fausse. Tsubasa retourne au Brésil.
Arrivée de l'équipe hollandaise chez elle accueillie par son vrai capitaine Bryan Cruifford, qui voudra se venger en Coupe du monde.[réf. nécessaire]

## Compositions de l'équipe du Japon
Voici les différentes compositions réalisées par le sélectionneur Tatsuo Mikami lors des trois matchs contre les Pays-Bas : 

### 1er match à Hiroshima: 0-6
- Gardien : Ken Wakashimazu
- Défenseurs : Ryô Ishizaki - Makoto Sôda - Hiroshi Jitô - Hiraku Matsuyama
- Milieux de terrain : Tarô Misaki (cap) - Mamoru Izawa - Takeshi Sawada
- Attaquants : Kazuki Sorimachi - (Kazuo ou Masao ?) Tachibana - Shun Nitta

### 2e match à Yokohama: 0-7
- Gardien : Ken Wakashimazu
- Défenseurs : Ryô Ishizaki - Makoto Soda - Hiroshi Jitô - Hiraku Matsuyama (cap)
- Milieux de terrain : Mitsuru Sano - Takeshi Sawada - Kazuo et Masao Tachibana
- Attaquants : Kazuki Sorimachi - Shun Nitta
- Sur la touche : Kojiro Hyûga (rentrant cinq minutes avant la fin du match)

### 3e match à Tokyo: 10-1
- Gardien : Ken Wakashimazu
- Défenseurs : Ryô Ishizaki - Makoto Soda - Hiroshi Jitô - Hiraku Matsuyama
- Milieux de terrain : Tarô Misaki - Tsubasa Ozhora (cap) - Kazuo et Masao Tachibana
- Attaquants : Shun Nitta - Kojiro Hyûga
- Sur la touche : Mamoru Izawa, Teppei Kisugi, Hajime Taki, Kazuki Sorimachi (les quatre rentrant en cours de match), Shingo Takasugi, Mitsuru Sano, Takeshi Sawada